# Donut-Ökonomie

Der durch planetare Ober- und soziale Untergrenzen definierte Donut nach Kate Raworth

Der Begriff Donut-Ökonomie (britisches Englisch doughnut economics) bezeichnet einen wirtschaftswissenschaftliche Denkrahmen mit dem Donut als Leitbild weltweiten Wirtschaftens: Er geht von der Existenz planetarer und sozialer Grenzen aus und verortet eingebettet zwischen diesen Grenzen einen sicheren und gerechten Handlungsraum für eine menschliche Zivilisation. Die Aufgabe der Ökonomik als Wissenschaft wird darin gesehen zu untersuchen, wie die Wirtschaft in den Handlungsraum gelenkt und darin gehalten werden kann.

## Begriffsgeschichte
Die Idee der Donut-Ökonomie wurde erstmals am 13. Februar 2012 in einem Beitrag mit dem Titel A Safe and Just Space for Humanity von Kate Raworth vorgestellt. Raworth vertiefte ihre Denkansätze in ihrem 2017 erschienenen Buch Doughnut Economics: Seven Ways to Think Like a 21st-Century Economist. Das Buch erschien 2018 auch auf Deutsch unter dem Titel Die Donut-Ökonomie: Endlich ein Wirtschaftsmodell, das den Planeten nicht zerstört.

## Kernaussagen
Die Donut-Ökonomie nimmt das Konzept der planetaren und sozialen Grenzen als Ausgangspunkt. Sollen negative Folgen wie Klimawandel und der Verlust der Artenvielfalt vermieden werden, dürfen die planetaren Grenzen nicht überschritten werden. Die sozialen Grenzen wiederum dürfen gleichzeitig nicht unterschritten werden. Die sozialen Grenzen sind aus den UN-Nachhaltigkeitszielen abgeleitet: Allen Menschen sollte z. B. ein ausreichender Zugang zum Gesundheitssystem oder zu Bildung ermöglicht werden. Der in Form eines Donuts visualisierte Spielraum für wirtschaftliches Handeln ergibt sich durch diese Grenzen. Ziel ist es, dass die Bedürfnisse der gesamten Menschheit gewissermaßen „innerhalb des Donuts“ befriedigt werden, damit sowohl die Degradierung des Planeten, wie etwa durch die Klimakrise, als auch soziale Deprivation verhindert werden. In der Donut-Ökonomie löst dieser Vorsatz die bisher in herkömmlichen Volkswirtschaften etablierte Zielvorgabe eines kontinuierlichen Wachstums des Bruttoinlandsproduktes ab.
Ökonomische Prioritäten sollen neu fokussiert, die weit verbreitete Priorisierung von Wirtschaftswachstum durch die ökologischen und sozialen Indikatoren als Randbedingungen abgelöst werden. Die Donut-Ökonomie nimmt eine agnostische Haltung zum Wirtschaftswachstum ein (Post-Growth), es wird nicht kategorisch ausgeschlossen, jedoch soll generell das menschliche Wohlergehen gefördert werden – unabhängig davon ob das Bruttoinlandsprodukt steigt, fällt oder konstant bleibt. Bei der Betrachtung industrialisierter Staaten oder einkommens- und vermögensstarken Bevölkerungsgruppen können sich somit im Sinne der Donut-Ökonomie Maßnahmen anbieten, die auf einen geringeren Gesamtressourcenbedarf oder wirtschaftliche Schrumpfung (Degrowth) abzielen, während in seltenen Fällen spezifische Branchen oder Regionen mit geringer Infrastruktur durchaus Wachstum erfahren können, ohne die vorgegebenen Kennzahlen zu reißen.

## Änderung ökonomischer Denkansätze
In ihrem Buch Die Donut-Ökonomie ergänzt Raworth das Modell des Donuts als sicheren und gerechten Raum der Menschheit um Kritik an ökonomischen Denkweisen, wie sie in vielen einführenden Lehrveranstaltungen der Wirtschaftswissenschaften auf dem Plan stehen. Sie schlägt vor, sie durch andere Denkansätze zu ersetzen, die ihrer Meinung nach besser geeignet sind, das Ziel der Donut-Ökonomie zu verwirklichen, und die die Wirtschaftslehre des 21. Jahrhunderts bilden sollten:
1. „Das Ziel verändern“: Das Wachstum des Bruttoinlandsprodukts (BIP) als wichtigsten Maßstab wirtschaftlichen Fortschritts zu nehmen sei verfehlt. Dies sei dazu benutzt worden, extreme Einkommens- und Wohlstandsunterschiede zu rechtfertigen, und würde den Planeten zerstören. Ziel soll stattdessen eine Wirtschaftsordnung sein, die ein auskömmliches Leben aller Menschen im Donut verwirklicht.
2. „Das Gesamtbild erfassen“: Die Vorstellung vom Markt als abgeschlossenem Kreislauf, der allein Grundlage für effizientes Wirtschaften sei, solle abgelöst werden vom Bild einer in Natur und Gesellschaft eingebetteten Wirtschaft. Neben dem Markt sollen auch Staat, Haushalte und Gemeingüter als zentral für die Wirtschaft betrachtet werden.
3. „Die menschliche Natur pflegen und fördern“: Raworth kritisiert den homo oeconomicus als Menschenbild der Ökonomik, also das Bild eines nur sein Eigeninteresse verfolgenden, vereinzelten, berechnenden Wesens, das seine Präferenzen nicht ändert und die Natur beherrscht. In den Blick sollte vielmehr der soziale, anpassungsfähige und von der lebendigen Welt abhängige Mensch gerückt werden. Das Bild, das sich die Ökonomik vom Menschen macht, beeinflusse sein Handeln; ein neues Bild würde die Möglichkeit schaffen, in den Donut zu gelangen.
4. „Systemisches Denken lernen“: Die Vorstellung von der Wirtschaft als einem mechanischen System, in dem Marktkräfte Gleichgewichte bewirken, sieht Raworth als überholt an. Die Wirtschaft sollte als komplexes, dynamisches System mit Rückkopplungen verstanden werden. So ließen sich neue Einsichten gewinnen, etwa in Konjuktur- und Krisenzyklen von Finanzmärkten, in eine sich selbst verstärkende Ungleichheit oder in Kipppunkte des Klimas.
5. „Auf Verteilungsgerechtigkeit zielen“: Die Hypothese der Kuznets-Kurve über ökonomische Ungleichheit gebe kein zwingendes Herangehen an die Verringerung von Ungleichheit vor. Die Hypothese besagt, dass mit Wirtschaftswachstum die Ungleichheit vorübergehend zunimmt, ehe es schließlich zu einer Angleichung kommt. Aber zunehmende Ungleichheit sei keine Gesetzesmäßigkeit, sondern ein Gestaltungsfehler; die Wirtschaftsordnung könne und solle so gestaltet werden, dass produzierter Wert und Vermögen von vornherein besser verteilt werden.
6. „Auf Regeneration zielen“: Auch die Hypothese der Umwelt-Kuznets-Kurve – mit dem Wirtschaftswachstum nimmt die Umweltverschmutzung zunächst zu, ehe sie bei ausreichendem Reichtum wieder verringert werden kann und wird – sei keine zwingende Gesetzmäßigkeit, eine saubere Umwelt kein Luxusgut. Stattdessen soll Industrie von vornherein regenerativ und zirkulär ausgerichtet werden.
7. „Eine agnostische Haltung zum Wachstum einnehmen“: Ziel des Wirtschaftens solle nicht BIP-Wachstum sein, sondern sein Nutzen für Menschen. Dauerhaftes Wirtschaftswachstum sei nicht unverzichtbar und nicht mit der Natur vereinbar. Die Forschung müsse untersuchen, wie finanzielle, politische und soziale Abhängigkeiten von Wachstum überwunden werden können.

## Rezeption
Raworths Ideen werden seit ihrem Erscheinen viel diskutiert und gelobt. So schrieb George Monbiot 2017 im Guardian über Raworth: „Ich sehe sie als John Maynard Keynes des 21. Jahrhunderts: Durch die Neuauslegung der Wirtschaft ermöglicht sie uns, unsere Sicht darauf zu ändern, wer wir sind, wo wir stehen und was wir sein wollen.“
Der belgische Wohlfahrtsökonom Erik Schokkaert bezeichnete Raworths Buch Donut-Ökonomie als stimulierend und gut geschrieben. In der Ansicht, wie eine gute Gesellschaft beschaffen sein sollte und dass es dahin eine tiefe Kluft zu überwinden gilt, sei er voll und ganz auf ihrer Seite. Ihre Argumente. die die Absurditäten unseres gegenwärtigen ökonomischen Systems aufzeigen, sind für ihn überzeugend. Hinsichtlich der Frage, wie die Kluft konkret überwunden werden kann, vermisst er jedoch Tiefgang: Raworth gehe zwar auf einige inspirierende Beispiele ein, die aber nur von begrenzter Größe und Reichweite seien. Die Frage, wie über diese Experimente hinausgegangen werden kann, um das Wirtschaftssystem zu ändern, bleibe jedoch unbeantwortet. Raworth kritisiere zu Recht überkommene ökonomische Lehrmeinungen, die Inhalt vieler Einführungen in die Wirtschaftswissenschaften seien; die Hauptströmung ökonomischer Forschung sei aber weiter. Raworth ziehe zu Unrecht die Hauptströmung ökonomischen Denkens als wesentliche Erklärung für weltweite Ungerechtigkeit und Degradierung der Umwelt heran. Dass sie deren Einsichten komplett verwirft, sieht Schokaert als Fehler. Raworth konstruiere und kritisiere einen Strohmann, indem sie einfach alle interessanten Denkansätze wie beispielsweise die Verhaltensökonomik nicht zur Hauptströmung zählt. Ihr Buch leide unter demselben Problem wie die Ökonomik insgesamt: einer unglücklichen und verwirrenden Vermengung positiver und normativer Überlegungen. Die meisten ihrer Vorschläge für Politik seien auf Meinungen und Hoffnung gegründet, anstatt in ernsthafter empirischer Analyse.
PD und Difu attestieren dem Donut-Modell „aktivierend“ zu wirken und das „wirkungsorientierte Denken“  zu fördern. Es stärke damit die „evidenzbasierte Steuerung einer Kommune“.
Die Earth Commission, eine Gruppe von Wissenschaftlern, die sich dem Schutz der globalen öffentlichen Güter widmet, geht in einem Modell von Erdsystemgrenzen über die Donut-Ökonomie hinaus: Sie verwendet zur Messung der sozialen Aspekte Indikatoren mit den gleichen Einheiten wie für die planetaren bzw. Erdsystemgrenzen. So können sie den Raum in ihrem Modell vermessen, zwischen dem für ein Leben in Würde und ohne Armut mindestens erforderlichen Zugang zu Ressourcen und den sicheren und gerechten Erdsystemgrenzen.
Untersuchungen auf Basis von Energie- und Stoffstrommanagement (ESSM) sowie Lebenszyklusanalysen (LCA) legen nahe, dass der durch die Donut-Ökonomie aufgespannte Möglichkeitsraum eine Weltbevölkerung bis zu 10,4 Milliarden Menschen angemessen versorgen könnte.

## Praktische Umsetzung

### Auf lokaler Ebene
Als erster Wirtschaftsraum hat die Stadt Amsterdam zusammen mit Raworth ein Konzept für den Umbau der Stadt- und Wirtschaftsentwicklung gemäß den Prinzipien der Donut-Ökonomie entwickelt. Ziele des Vorhabens, das im April 2020 gestartet wurde, sind der schonende, auf Nachhaltigkeit angelegte Umgang mit Ressourcen bei gleichzeitiger Sicherung der Grundbedürfnisse der Menschen. Die Stadt verspricht: Um Umwelt und Klima zu schonen, soll die Energiegewinnung auf Solarstrom und Windkraft umgestellt und der CO2-Ausstoß entscheidend gesenkt werden. Möglichst sollen nur noch recycelte Rohstoffe zum Einsatz kommen, und zwar ab 2030 zu 50 und ab 2050 sogar zu 100 Prozent. In der Bevölkerung scheint Optimismus vorzuherrschen, dass die Einführung der Kreislaufwirtschaft gelingen kann. Jedenfalls sind dort bereits eine Reihe von Initiativen zu dem Vorhaben gestartet: Zum Beispiel treibt ein Chemiker ein Verfahren zur Wiederverwertung von Zement voran, eine Wohnungseigentümergemeinschaft baut klimaneutrale Häuser auf dem Wasser und eine Wissenschaftlerin probt den platzsparenden Nahrungsmittelanbau mitten in der Stadt. Es gibt in Amsterdam noch viele weitere Projekte zu dem Thema. Auch die Städte Kopenhagen, Philadelphia und Portland (Oregon) planen die Einführung einer am Donut-Prinzip orientierten Ökonomie.
In Deutschland planen Bad Nauheim und Krefeld die Orientierung an der Donut-Indikatorik. Darüber hinaus existieren zahlreiche weitere zivilgesellschaftliche Initiativen, bspw. in Berlin, Frankfurt a. M. und Hamburg.
Im englischen Birmingham wurde die Adaption auf Quartiersebene, dem Neighbourhood Doughnut, erprobt.

### Auf nationaler Ebene
Die Implementierung einer Donut-Ökonomie über lokale Kontexte hinaus ist bislang nicht gelungen. Eine empirische Studie aus dem Jahr 2018 zeigte, dass von 150 Ländern keines gleichzeitig die Grundbedürfnisse all seiner Bürger deckt und gleichzeitig ein global nachhaltiges Maß der Ressourcennutzung erreicht.